# 唯月ふうかのFFFのF
唯月ふうかのFFFのF（ゆづきふうかのふふふのふ）は、2014年4月4日から2016年9月27日までFM-FUJIで放送されたラジオ番組。

## 出演

### パーソナリティ
- 唯月ふうか

## 内容

### コーナー
- なんでもベスト3
- タタタ タイムマシーン